# Взятие Ура-Тюбе
Взятие Ура-Тюбе — взятие русскими войсками под командованием генерала Романовского бухарской крепости Ура-Тюбе в октябре 1866 года, в ходе завоевания Средней Азии.

## Предыстория
После взятия Ходжента русскими войсками в мае 1866 года бухарский эмир не прекратил борьбы против России. В середине августа 1866 года в Ташкент прибыл генерал Крыжановский с целью оперативного командования частями. Войска получили приказ продвигаться к Ходженту, а бухарскому послу было предложено заплатить в течение 10 дней контрибуцию. 20 сентября Ходжентский отряд выступил в поход к бухарской крепости Ура-Тюбе. Эта крепость, расположенная на северной покатости снежного хребта Кашгар-Даван, была ключевым пунктом обороны бухарского эмирата в долине реки Сыр-Дарьи.
В отряде, выступившем к Ура-тюбе, было 20,5 рот пехоты, 5 сотен казаков, 24 орудия, 4 мортиры и ракетная команда, — всего около 4,000 человек. Начальником отряда был генерал Романовский, а главным руководителем всей экспедиции недавно прибывший из Оренбурга генерал-губернатор генерал-адъютант Крыжановский.

## Взятие
К 27 сентября 1866 года войска, под главнокомандованием Крыжановского, согласно утверждённому плану осады обложили крепость. Две роты Самарского полка (9-я и 10-я) вместе с главными силами отряда в составе 11-ти рот пехоты и одной сотни казаков, при 10 орудиях, под начальством полковника Мантейфеля, расположились на дороге в Джизак.
Впереди, ближе к юго-западному углу крепости, изготовился авангард под начальством графа Воронцова-Дашкова. Другие две роты Самарского полка (11 лин. и 3 стрелк.) вошли в состав отряда ротмистра Баранова, оставшегося на дороге из Ходжента. Оба отряда, Воронцова и Баранова, были прикрыты высотами от крепостного огня.
27-го и 28-го производились подробные рекогносцировки стен для выбора пунктов атаки и мест для брешь-батарей, по возможности ближе к крепостной ограде.
Было планировано в ночь с 29 на 30 сентября заложить траншеи и построить две брешь-батареи. 30-го числа рассчитывали пробить бреши, и на рассвете 1 октября штурмовать город. Для нападения на крепостные стены с юга, по предложению сторонников штурмовых лестниц, были сформированы две колонны из двух рот каждая; третья колонна, также из двух рот, при артиллерии, должна была штурмовать город с северо-востока, через брешь, которую предполагалось пробить в стене. Всем трем колоннам приказано было двигаться на штурм одновременно, по сигналу начальника третьей колонны, не раньше пробития бреши артиллерией.
Ранним утром 2 октября по сигналу ракеты русские пошли на штурм крепости.
Стрелки колонны Шауфуса первыми прорвались, и приставили лестницу к стене привратной башни. Командир роты капитан Гриппенберг был первым на лестнице, за ним последовали прапорщики Машин и Федоров со стрелками, но лестница обломилась. Поэтому наверху стены остались эти три офицера и пять стрелков, и пока ворота не были выломаны, они отстреливались. Тем временем стрелки успели поставить вторую лестницу. Первая стена была занята наступавшими, но за ней была вторая, а в промежутке много вражеских солдат. Отбросив неприятеля штыками, и сломав ворота во второй стене, колонна наступавших продвинулась вдоль стен направо и захватила 4 вражеских орудия.
Одновременно с первой колонной, двинулась вторая с ещё двумя лестницами. Выйдя из прикрывавших солдат деревьев (пространство перед крепостью было расчищено на 200—300 шагов), штурмующие попали под сильный огонь. Преодолев расстояние до рва, часть русских стрелков заняла позиции на гребне контрэскарпа и открыла огонь по неприятелю, всё ещё занимавшему стену, остальные, под защитою этого огня, приставили лестницы. Несмотря на то, что бухарцы бросали сверху на штурмующих бревна, камни и горящие смоляные шары, атакующие смогли взобраться; но спустившись вниз, ппопали под ожесточённый обстрел из ближайших сакель и башен. Завязавшаяся вначале перестрелка перешла в рукопашную, в которой среди других был убит первый командир Туркестанской саперной роты капитан Плец. Потери двух южных колонн были весьма велики — 150 чел.
В южной колонне они объяснялись неудачной конструкцией штурмовых лестниц, и тем, что против этой колонны были сосредоточены большие силы обороняющегося, тогда как колонна, атаковавшая брешь, встретила более слабое сопротивление. Колонна Назарова, преодолела брешь без потерь и опрокинула встретившие её за стеною отряды противника. Назаров направил часть войск ко второй бреши, остальных вдоль западного фаса стены, захватив 4 орудия.
В результате за полчаса все три колонны овладели стенами и проникли в город. Вслед за ними в город вошли войска резерва. Жители упорно защищались на улицах, перестрелка и рукопашный бой в тесном пространстве грозили русским большими потерями; но в это время в тылу осажденных появился отряд Баранова.
Ещё до сигнала к штурму, в колонне Баранова были сделаны необходимые приготовления: к батареям были принесены штурмовые лестницы, туда же подкатили две арбы, которыми рассчитывали завалить ров. На рассвете, после сигнала тремя сигнальными ракетами, батарея открыла огонь картечью, и роты двинулись на штурм; с крепостной стены оборонявшиеся немедленно открыли сильнейший артиллерийский и ружейный огонь. Пробитые в стене бреши позволили сапёрам настолько разровнять путь, что туда легко провезли не только легкие орудия, но и зарядные ящики к ним.

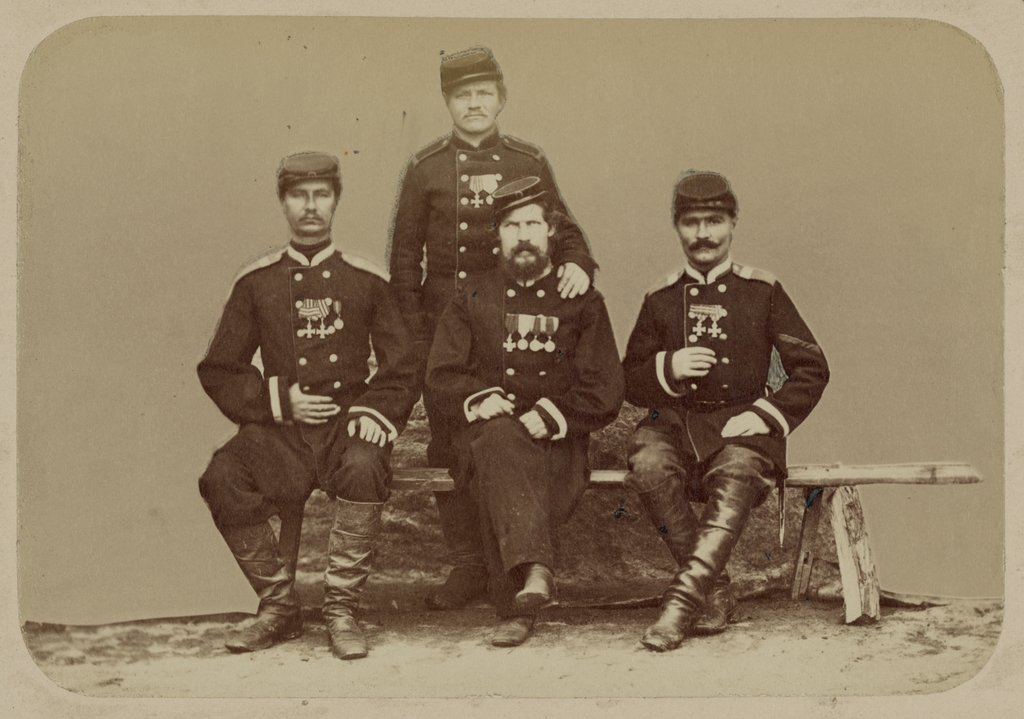
Георгиевские кавалеры за взятие Ура-Тюбе

Большую пользу продвижению отряда Баранова оказала небольшая колонна из роты Самарского полка, под командой капитана Сярковского, которая в самый разгар боя проникла в крепость через северные ворота и, сбросив несколько орудий, изрубила их прислугу, после чего оказала помощь атаковавшим северный бастион.
Гарнизон Ура-Тюбе обратился в бегство, и для преследования была отправлена кавалерия, которая успела перерезать путь отступления и изрубила основную часть бухарцев.
Трофеи при захвате составили: 4 знамени, 16 орудий (в том числе одна двухпудовая мортира), 16 вьючных пушек, много ружей и мушкетов, большие запасы пороха и других боеприпасов (в том числе и разрывные снаряды). Потери со стороны бухарцев были большими: в городе и его окрестностях осталось не менее 2 000 тел.
Потери русских составили: убитыми 3 офицера (капитан Плец 1-й, поручик Плешков и подпоручик Кончиц) и 14 нижних чинов; ранеными: 1 офицер и 102 нижних чина; контуженными: 6 офицеров, 101 нижний чин. Всего 10 офицеров и 217 нижних чинов, в том числе, за время осады, убитых три нижних чина и раненых 10 человек.